# Manusciaria breviuscula
Manusciaria breviuscula är en tvåvingeart som beskrevs av Yang, Zhang och Yang 1998. Manusciaria breviuscula ingår i släktet Manusciaria och familjen sorgmyggor.
Artens utbredningsområde är Zhejiang (Kina). Inga underarter finns listade i Catalogue of Life.